# Bachuo Akagbe
Bachuo Akagbe (ou Bachu Akagbe) est un village du Cameroun situé dans le département du Manyu et la Région du Sud-Ouest. Il fait partie de l'arrondissement de Upper Bayang. C'est aussi un canton.

## Population
En 1953, la localité comptait 426 habitants, puis 992 en 1967, principalement des Banyang.
Lors du recensement de 2005, on y a dénombré 1 920 personnes.

## Éducation
Bachuo Akagbe est doté d'un établissement technique de premier cycle public  (CETIC).